# Julien De Sart
Julien de Sart, né le 23 décembre 1994 à Waremme en Belgique, est un footballeur belge qui joue au poste de milieu de terrain à l'Al-Rayyan SC.

## Biographie

### Débuts au Stade waremmien
Né à Waremme, Julien de Sart a rejoint le Royal Stade Waremmien Football Club.

### Standard de Liège
En 2004, il rejoint le Standard de Liège à l'âge de 9 ans. Formé en grande partie à l'Académie Robert Louis-Dreyfus du Standard de Liège, il franchit pas à pas les échelons du club liégeois.
Il signe le 13 mai 2013 à 18 ans, son premier contrat professionnel, pour une durée de 3 ans.
Le 22 août 2013, il fait ses débuts en Ligue Europa contre le club biélorusse du FK Minsk lors de la victoire 0-2 du club liégeois. Trois jours plus tard, il joue son premier match en championnat contre le RAEC Mons où il remplace Yoni Buyens à la 40e minute de jeu pour cause de blessure de ce dernier. Lors de ce match, il reçoit son 1er carton rouge à la 83e minute.
Le 28 juin 2014, après une bonne saison 2013-2014 où il a su montrer toutes ses qualités, il prolonge son contrat pour cinq années supplémentaires au sein de l'effectif rouche.

### Middlesbrough FC
Le 1er février 2016, il est transféré pour un montant estimé à 2,6 millions d'euros au club anglais de Middlesbrough Football Club évoluant en Championship (division 2 anglaise) mais son temps de jeu y est famélique alors que le club termine deuxième du championnat et montre en Premier League.

### Prêt à Derby County
N'étant jamais aligné avec Middlesbrough en championnat d'Angleterre de football de division 1, il est prêté le 5 janvier 2017 à Derby County. De retour en Championship, il y joue une dizaine de matches jusqu'en mars (inscrivant un but contre Cardiff) puis n'entre plus dans les plans du coach jusqu'à la fin de la saison.

### Prêt à Zulte Waregem
Le 1er juillet 2017, il fait son retour sur les terrains belges sous la forme d'un second prêt pour une saison au SV Zulte Waregem où il devient un titulaire indiscutable. Il participe aussi à la phase de groupe de la Ligue Europa 2017-2018.

### KV Courtrai
Bénéficiant d'un transfert libre, il s'engage au 31 août 2018 au KV Courtrai où il joue en tant que titulaire régulier durant trois saisons. il inscrit le premier but pour les Karels le 1er décembre 2018, seul but du match contre l'Excel Mouscron

### La Gantoise
Le 1er juillet 2021, il est transféré à La Gantoise pour un montant de 1,5 million d'euros. Il s'impose rapidement dans le onze de base des Buffalos. Pendant les trois saisons passées à Gand, il totalise 33 matches (et 4 buts) en Ligue Conférence dont des quarts de finale perdus face à West Ham en 2023 et un total de 143 matches joués pour les Gantois. Âgé de 29 ans et devenu capitaine de La Gantoise, il dispute sans aucun doute la meilleure saison de sa carrière.

### Al-Rayyan
Le 30 juillet 2024, il s'envole pour le Qatar et le club d'Al-Rayyan ayant signé un contrat portant sur trois saisons. Ce transfert est annoncé à 6,5 millions d'euros. Il participe à la Ligue des champions de l'AFC 2024-2025

## Statistiques

### En club
| Saison                | Club                    | Championnat           | Championnat | Championnat | Championnat | Coupe nationale | Coupe nationale | Coupe nationale | Coupe de la Ligue | Coupe de la Ligue | Coupe de la Ligue | Supercoupe | Supercoupe | Supercoupe | Compétition(s) continentale(s) | Compétition(s) continentale(s) | Compétition(s) continentale(s) | Compétition(s) continentale(s) | Autres compétitions | Autres compétitions | Autres compétitions | Autres compétitions | Total | Total | Total |
| Saison                | Club                    | Division              | M.          | B.          | P.d.        | M.              | B.              | P.d.            | M.                | B.                | P.d.              | M.         | B.         | P.d.       | Comp.                          | M.                             | B.                             | P.d.                           | Comp.               | M.                  | B.                  | P.d.                | M.    | B.    | P.d.  |
| 2013-2014             | Standard de Liège       | Division 1            | 16          | 2           | 3           | 2               | 0               | 0               | -                 | -                 | -                 | -          | -          | -          | C3                             | 3                              | 0                              | 0                              | PO1                 | 7                   | 0                   | 0                   | 28    | 2     | 3     |
| 2014-2015             | Standard de Liège       | Division 1            | 19          | 1           | 4           | 1               | 0               | 0               | -                 | -                 | -                 | -          | -          | -          | C3                             | 3                              | 0                              | 0                              | PO1                 | 7                   | 0                   | 1                   | 30    | 1     | 5     |
| 2015-2016             | Standard de Liège       | Division 1            | 12          | 0           | 0           | 1               | 0               | 0               | -                 | -                 | -                 | -          | -          | -          | C3                             | 2                              | 0                              | 0                              | PO2                 | -                   | -                   | -                   | 15    | 0     | 0     |
| Sous-total            | Sous-total              | Sous-total            | 47          | 3           | 7           | 4               | 0               | 0               | -                 | -                 | -                 | -          | -          | -          | -                              | 8                              | 0                              | 0                              | -                   | 14                  | 0                   | 1                   | 73    | 3     | 8     |
| 2015-2016             | Middlesbrough FC        | Championship          | 2           | 0           | 0           | -               | -               | -               | -                 | -                 | -                 | -          | -          | -          | -                              | -                              | -                              | -                              | -                   | -                   | -                   | -                   | 2     | 0     | 0     |
| 2016-2017             | Middlesbrough FC        | Premier League        | 0           | 0           | 0           | -               | -               | -               | 1                 | 0                 | 0                 | -          | -          | -          | -                              | -                              | -                              | -                              | -                   | -                   | -                   | -                   | 1     | 0     | 0     |
| 2016-2017             | Derby County (prêt)     | Championship          | 9           | 1           | 0           | 2               | 0               | 1               | -                 | -                 | -                 | -          | -          | -          | -                              | -                              | -                              | -                              | -                   | -                   | -                   | -                   | 11    | 1     | 1     |
| 2017-2018             | SV Zulte Waregem (prêt) | Division 1A           | 22          | 0           | 2           | 2               | 0               | 0               | -                 | -                 | -                 | 1          | 0          | 0          | C3                             | 5                              | 0                              | 0                              | PO2+BE              | 8+2                 | 0+0                 | 0+0                 | 40    | 0     | 2     |
| Sous-total            | Sous-total              | Sous-total            | 33          | 1           | 2           | 4               | 0               | 1               | 1                 | 0                 | 0                 | 1          | 0          | 0          | -                              | 5                              | 0                              | 0                              | -                   | 10                  | 0                   | 0                   | 54    | 1     | 3     |
| 2018-2019             | KV Courtrai             | Division 1A           | 23          | 4           | 2           | 3               | 0               | 0               | -                 | -                 | -                 | -          | -          | -          | -                              | -                              | -                              | -                              | PO2+BE              | 7+1                 | 1+0                 | 1+0                 | 34    | 5     | 3     |
| 2019-2020             | KV Courtrai             | Division 1A           | 28          | 4           | 4           | 5               | 1               | 1               | -                 | -                 | -                 | -          | -          | -          | -                              | -                              | -                              | -                              | -                   | -                   | -                   | -                   | 33    | 5     | 5     |
| 2020-2021             | KV Courtrai             | Division 1A           | 24          | 1           | 2           | -               | -               | -               | -                 | -                 | -                 | -          | -          | -          | -                              | -                              | -                              | -                              | -                   | -                   | -                   | -                   | 24    | 1     | 2     |
| Sous-total            | Sous-total              | Sous-total            | 75          | 9           | 8           | 8               | 1               | 1               | -                 | -                 | -                 | -          | -          | -          | -                              | -                              | -                              | -                              | -                   | 8                   | 1                   | 1                   | 91    | 11    | 10    |
| 2021-2022             | KAA La Gantoise         | Division 1A           | 30          | 5           | 2           | 5               | 2               | 0               | -                 | -                 | -                 | -          | -          | -          | C4                             | 12                             | 1                              | 1                              | PO2                 | 5                   | 0                   | 0                   | 52    | 8     | 3     |
| 2022-2023             | KAA La Gantoise         | Division 1A           | 21          | 2           | 0           | 3               | 0               | 0               | -                 | -                 | -                 | -          | -          | -          | C3+C4                          | 0+9                            | 0+0                            | 0+0                            | PO2                 | 6                   | 0                   | 0                   | 39    | 2     | 0     |
| 2023-2024             | KAA La Gantoise         | Division 1A           | 29          | 4           | 1           | 2               | 0               | 0               | -                 | -                 | -                 | -          | -          | -          | C4                             | 11                             | 2                              | 1                              | PO2+BE              | 8+1                 | 1+0                 | 2+1                 | 51    | 7     | 5     |
| 2024-2025             | KAA La Gantoise         | Division 1A           | -           | -           | -           | -               | -               | -               | -                 | -                 | -                 | -          | -          | -          | C4                             | 1                              | 1                              | 0                              | -                   | -                   | -                   | -                   | 1     | 1     | 0     |
| Sous-total            | Sous-total              | Sous-total            | 80          | 11          | 3           | 10              | 2               | 0               | -                 | -                 | -                 | -          | -          | -          | -                              | 33                             | 4                              | 2                              | -                   | 20                  | 1                   | 3                   | 143   | 18    | 8     |
| 2024-2025             | Al-Rayyan SC            | QSL                   | 20          | 3           | 2           | 4               | 1               | 0               | 3                 | 0                 | 1                 | -          | -          | -          | ACL1                           | 9                              | 0                              | 0                              | -                   | -                   | -                   | -                   | 36    | 4     | 3     |
| 2025-2026             | Al-Rayyan SC            | QSL                   | 1           | 1           | 0           | -               | -               | -               | -                 | -                 | -                 | -          | -          | -          | CGCC                           | -                              | -                              | -                              | -                   | -                   | -                   | -                   | 1     | 1     | 0     |
| Sous-total            | Sous-total              | Sous-total            | 21          | 4           | 2           | 4               | 1               | 0               | 3                 | 0                 | 1                 | -          | -          | -          | -                              | 9                              | 0                              | 0                              | -                   | -                   | -                   | -                   | 37    | 5     | 3     |
| Total sur la carrière | Total sur la carrière   | Total sur la carrière | 256         | 28          | 22          | 30              | 4               | 2               | 4                 | 0                 | 1                 | 1          | 0          | 0          | -                              | 55                             | 4                              | 2                              | -                   | 52                  | 2                   | 5                   | 398   | 38    | 32    |

## Palmarès

### En club
|  |  | Standard de Liège - Championnat de Belgique : - Vice-champion : 2014. - Coupe de Belgique (1) : - Vainqueur : 2016. |  | Middlesbrough FC - Championnat d'Angleterre de deuxième division : - Vice-champion : 2016. |  | SV Zulte Waregem - Supercoupe de Belgique : - Finaliste : 2017. |  | KAA La Gantoise - Coupe de Belgique (1) : - Vainqueur : 2022. |  | Al-Rayyan SC - Coupe du Qatar : - Finaliste : 2025. |

## Vie privée
Julien De Sart est le frère d'Alexis De Sart, également footballeur au RWD Molenbeek, et le fils de Jean-François De Sart, footballeur international iconique du RFC Liège et sélectionneur de l'équipe de Belgique espoirs de 1999 à 2011.